# Won Du-jae
Won Du-jae (Hangul: 원두재, Hanja: 元斗載; Hán-Việt: Nguyên Đẩu Tài) ; sinh ngày 18 tháng 11 năm 1997) là một cầu thủ bóng đá người Hàn Quốc. Anh thi đấu cho Ulsan Hyundai.

## Sự nghiệp
Won Du-jae gia nhập câu lạc bộ tại J2 League Avispa Fukuoka năm 2017.